# 日本会議国会議員懇談会
日本会議国会議員懇談会（にっぽんかいぎ こっかいぎいんこんだんかい）は、日本最大の右派・保守系団体である日本会議を支援する目的で設立された日本の超党派の議員連盟。1997年5月29日設立。

## 概要
1997年5月30日、「日本を守る会」と、財界人・文化人・旧日本軍関係者を中心とした「日本を守る国民会議」を統合して、日本会議が設立された。その発足前日の5月29日、これを全面的に支援し連携する目的で、自民党の平成研会長小渕恵三、清和会会長代行森喜朗、それに新進党両院議員総会会長（7か月後に分党後は改革クラブを結成し砂防会館に本部事務局構え発会式開催、党代表就任）小沢辰男が発起人となって「日本会議国会議員懇談会」が結成された。発足時の参加国会議員数は189人であった。会長には島村宜伸、幹事長には平沼赳夫、事務局長には小山孝雄が就いた。これは保保連合を見据えてのものである。
（プロボクサー大場政夫の入場テーマスポーツ行進曲作曲し自由国民会議初代代表で新生党横浜市連発足に参加し賛助会員なり更に新進党結党大会に来賓として参加し党友なった）「題名のない音楽会」司会者黛敏郎が日本会議の初代会長に就任予定だったが、設立総会1ヶ月半前に逝去。
黛が自民党党友組織・自由国民会議初代代表でありながら、敵対勢力の新生党や新進党も賛助会員や党友として応援した理由には、小沢辰男や民社党創立者西尾末広との親交深い事のみならず1992年宮澤内閣や加藤紘一官房長官による朝貢外交や1993年第40回衆議院議員総選挙と前後して党内最左派や護憲派や親中派（加藤とKK戦争と言われる宏池会の跡目争いした）河野洋平が宮澤内閣_(改造)官房長官や最大野党党首たる自民党総裁となり、更に自社さ連立政権発足で自民党全体がリベラル志向で左旋回した事に極めて批判的な姿勢を示した事によるもの。
その後増加し続け、2013年には252名、2014年には289名、2015年9月時点では281名となっている。
2014年10月1日、日本会議は改憲分野のフロント組織として「美しい日本の憲法をつくる国民の会」を設立した。「美しい日本の憲法をつくる国民の会」の事務所と「日本会議国会議員懇談会」の事務所は同じ住所（東京都千代田区平河町1丁目2-2 朝日ビル4階）に置かれている。

## 特徴
前述したように、日本会議の活動趣旨に賛同する国会議員によって結成された議連であることから、同団体が掲げる「“誇りある国づくり”を目指し、美しい日本を守り伝えるため」の国民運動を支持し、これを推進している。何より日本国憲法の改正を悲願とし、この他にも選択的夫婦別姓制度・外国人地方参政権付与・女系天皇及び女性宮家等をそれぞれ阻止すること、男系維持のための旧皇族の身分復帰、歴史教科書問題や慰安婦問題など歴史認識を是正すること、内閣総理大臣の靖国神社参拝の促進、北朝鮮による日本人拉致被害者の救出運動、尖閣諸島及び竹島等日本固有の領土を守る世論喚起などを推進している。
2015年時点で国会議員のおよそ4割が参加しており、後述の通り自由民主党所属の議員が圧倒的に多い。この他、旧民主党及び民進党内で保守・右派に位置していた議員や、大阪維新の会を母体とする日本維新の会の議員らも参加している。また、当議連メンバーの多くは『神道政治連盟国会議員懇談会』をはじめ『みんなで靖国神社に参拝する国会議員の会』や『創生「日本」』や『世界平和国会議員連合』などの議員連盟にも参加していることが確認されている。
通算8年9か月近く内閣総理大臣を務めた安倍晋三とは特に関わりが深いと指摘されており、2006年9月発足の第1次安倍内閣の組閣の際に当議連メンバーを多く入閣させた。第2次安倍内閣では19人中13人が、同改造内閣では実に19人中15人が当議連メンバーであった。その後もコンスタントに10人を超す議連メンバーが入閣しており、第4次安倍第2次改造内閣でも16人が入閣した。安倍の跡を継いだ菅義偉内閣でも首相・菅義偉を含め20人中14人が本議連メンバー（2020年9月の内閣発足時）であった。

### 統一教会との関係
多くのメンバーが、統一教会と接点を持っていたことが判明している(詳細は「世界平和統一家庭連合と政界との関係」を参照)。
以下は、そのごく一部の例である。
- 安倍晋三は、2013年6月30日、自民党本部の総裁応接室で、日本統一教会会長の徳野英治、全国祝福家庭総連合会総会長の宋龍天、国際勝共連合会長の太田洪量と面談した[22]。面談には、萩生田光一(日本会議国会議員懇談会の政策審議会副会長、事務局長)、安倍の実弟の岸信夫(日本会議国会議員懇談会の元副幹事長)、国際勝共連合副会長の渡邊芳雄、同団体幹部が同席した[22][23][24]。

- 井上義行は、2022年7月6日、統一教会の集会「神日本第1地区 責任者出発式」で演説をした[25][26][27]。集会では、統一教会の神日本大陸会長の方相逸が「井上先生は、もうすでに食口（シック）になりました、私は大好きになりました」と演説した[26][28][29]。「食口」とは韓国語で「家族」を意味し、「信者」を示す教団用語である[30]。
- 萩生田光一は、2009年から2012年までの3年間、月に1～2回のペースで統一教会の八王子市内の施設を訪ね、数十人の信者を集めて演説をした[31]。「神の国の実現を果たしたい」と力強く語り、文鮮明・韓鶴子夫妻を「真の御父母（ごふぼ）様」と呼んだ[32]。2011年5月21日には、旧統一教会の関連団体「平和大使協議会」の平和大使として、青年指導者フォーラムで講演をした[33]。
- 山本朋広は、2017年5月14日、旧統一教会のイベント『孝情文化フェスティバル in TOKYO』に来賓として出席し、韓鶴子総裁にカーネーションの花束を贈呈した。「本日は母の日ということで私も皆様より一足お先にマザームーンに先程カーネーションの花束をプレゼントさせていただきました」と述べ、日本の教団内で最大級の賛辞を意味する「マザームーン」という言葉を繰り返した[34]。また、その際の挨拶で「日頃より世界平和統一家庭連合の徳野会長、また世界平和連合の太田会長を始め本当に皆様には我々自民党に対して大変大きなお力をいただいていますことを改めて感謝を申し上げたいと思います」と述べた[35]。

## 見解
日本会議の面々と知己があり、改憲論者ながらも安全保障関連法は「違憲」であるとして反対の立場をとった慶應義塾大学名誉教授の小林節は、「彼ら（日本会議）に共通する思いは、第二次世界大戦での敗戦を受け入れ難い、だからその前の日本に戻したいということ。日本が五大軍事国だった時のように、米国とともに世界に進軍したいという思いの人が集まっている。よく見ると、明治憲法下でエスタブリッシュメント（支配階級）だった人の子孫が多い」と述べ、上智大学国際教養学部教授の中野晃一も、「日本会議は、日本を帝国主義的な統治形態へ回帰させるのが目的ではないかと疑っている」と述べている。
日本会議は日本国憲法の三大原理である「国民主権」「平和主義」「基本的人権の尊重」を排斥すべきだとの考えを根底に抱いており、そのため国内外から「戦前回帰を目論む極右団体」と見なされることが多い。議連に参加している議員にも同様の厳しい目が向けられている。
一方、日本会議広報部長の村主真人は「家父長制の復活」や「現憲法を無効とし、大日本帝国憲法復活を目指す」、「教育勅語の復活」などといった政策を、日本会議側から安倍政権に働きかけた事実はないとしており、「戦前回帰を目指す集団というのは誤解である」と答えている。2015年に安全保障関連法を巡る方向性の違いから退会した原口一博（当時民主党）も、「極右の安倍シンパと決めつけられているみたいだが、そういうレッテルを貼られるのは違和感がある。そこにいるからといって、全部に賛同しているわけではないし、政治活動は自由だ。（議連を）抜けるのは大変か? そんなことありません」と述べている。

## 会員
| 氏名         | 現在の所属政党 | 衆/参 | 選挙区                    | 役員経歴                   | 出典          |
| ------------ | -------------- | ----- | ------------------------- | -------------------------- | ------------- |
| 逢沢一郎     | 自由民主党     | 衆    | 岡山1区                   | 99                         | [ 43 ] [ 44 ] |
| 青木一彦     | 自由民主党     | 参    | 鳥取島根                  | 99                         | [ 43 ] [ 44 ] |
| 赤間二郎     | 自由民主党     | 衆    | 神奈川14区                | 99                         | [ 43 ] [ 44 ] |
| 浅尾慶一郎   | 自由民主党     | 参    | 神奈川県                  | 副幹事長                   | [ 43 ] [ 44 ] |
| 東徹         | 日本維新の会   | 衆    | 大阪3区                   | 99                         | [ 43 ] [ 44 ] |
| 麻生太郎     | 自由民主党     | 衆    | 福岡8区                   | 特別顧問                   | [ 43 ] [ 44 ] |
| 阿達雅志     | 自由民主党     | 参    | 比例区                    | 99                         | [ 43 ] [ 44 ] |
| 有村治子     | 自由民主党     | 参    | 比例区                    | 政策審議会副会長           | [ 43 ] [ 44 ] |
| 安藤裕       | 参政党         | 参    | 比例区                    | 99                         | [ 43 ] [ 44 ] |
| 石井準一     | 自由民主党     | 参    | 千葉県                    | 幹事                       | [ 43 ] [ 44 ] |
| 石破茂       | 自由民主党     | 衆    | 鳥取1区                   | 相談役                     | [ 43 ] [ 44 ] |
| 石原宏高     | 自由民主党     | 衆    | 東京3区                   | 99                         | [ 43 ] [ 44 ] |
| 磯﨑仁彦     | 自由民主党     | 参    | 香川県                    | 99                         | [ 43 ] [ 44 ] |
| 伊東良孝     | 自由民主党     | 衆    | 比例北海道                | 99                         | [ 43 ] [ 44 ] |
| 稲田朋美     | 自由民主党     | 衆    | 福井1区                   | 政策審議会副会長           | [ 43 ] [ 44 ] |
| 井上信治     | 自由民主党     | 衆    | 東京25区                  | 副幹事長                   | [ 43 ] [ 44 ] |
| 井上貴博     | 自由民主党     | 衆    | 福岡1区                   | 99                         | [ 43 ] [ 44 ] |
| 井上英孝     | 日本維新の会   | 衆    | 大阪1区                   | 99                         | [ 43 ] [ 44 ] |
| 井上義行     | 自由民主党     | 参    | 比例区                    | 99                         | [ 43 ] [ 44 ] |
| 井林辰憲     | 自由民主党     | 衆    | 静岡2区                   | 99                         | [ 43 ] [ 44 ] |
| 今枝宗一郎   | 自由民主党     | 衆    | 愛知14区                  | 99                         | [ 43 ] [ 44 ] |
| 岩田和親     | 自由民主党     | 衆    | 比例九州 （佐賀1区）      | 99                         | [ 43 ] [ 44 ] |
| 岩屋毅       | 自由民主党     | 衆    | 大分3区                   | 幹事長代行                 | [ 43 ] [ 44 ] |
| 上野賢一郎   | 自由民主党     | 衆    | 滋賀2区                   | 99                         | [ 43 ] [ 44 ] |
| 上野通子     | 自由民主党     | 参    | 栃木県                    | 99                         | [ 43 ] [ 44 ] |
| 浦野靖人     | 日本維新の会   | 衆    | 大阪15区                  | 99                         | [ 43 ] [ 44 ] |
| 江渡聡徳     | 自由民主党     | 衆    | 比例東北                  | 99                         | [ 43 ] [ 44 ] |
| 江藤拓       | 自由民主党     | 衆    | 宮崎2区                   | 副幹事長、幹事             | [ 43 ] [ 44 ] |
| 遠藤敬       | 日本維新の会   | 衆    | 大阪18区                  | 99                         | [ 43 ] [ 44 ] |
| 大家敏志     | 自由民主党     | 参    | 福岡県                    | 99                         | [ 43 ] [ 44 ] |
| 大岡敏孝     | 自由民主党     | 衆    | 比例近畿 （滋賀1区）      | 99                         | [ 43 ] [ 44 ] |
| 大野敬太郎   | 自由民主党     | 衆    | 香川3区                   | 99                         | [ 43 ] [ 44 ] |
| 鬼木誠       | 自由民主党     | 衆    | 比例九州（福岡2区）       | 事務局次長                 | [ 43 ] [ 44 ] |
| 小野寺五典   | 自由民主党     | 衆    | 宮城5区                   | 99                         | [ 43 ] [ 44 ] |
| 梶山弘志     | 自由民主党     | 衆    | 茨城4区                   | 99                         | [ 43 ] [ 44 ] |
| 片山さつき   | 自由民主党     | 参    | 比例区                    | 99                         | [ 43 ] [ 44 ] |
| 勝俣孝明     | 自由民主党     | 衆    | 比例東海（静岡6区）       | 副幹事長                   | [ 43 ] [ 44 ] |
| 加藤勝信     | 自由民主党     | 衆    | 岡山3区                   | 副幹事長                   | [ 43 ] [ 44 ] |
| 金子恭之     | 自由民主党     | 衆    | 熊本4区                   | 99                         | [ 43 ] [ 44 ] |
| 城内実       | 自由民主党     | 衆    | 静岡7区                   | 幹事                       | [ 43 ] [ 44 ] |
| 黄川田仁志   | 自由民主党     | 衆    | 埼玉3区                   | 99                         | [ 43 ] [ 44 ] |
| 岸田文雄     | 自由民主党     | 衆    | 広島1区                   | 99                         | [ 43 ] [ 44 ] |
| 木原誠二     | 自由民主党     | 衆    | 東京20区                  | 幹事                       | [ 43 ] [ 44 ] |
| 木原稔       | 自由民主党     | 衆    | 熊本1区                   | 幹事、事務局次長           | [ 43 ] [ 44 ] |
| 工藤彰三     | 自由民主党     | 衆    | 比例東海（愛知4区）       | 99                         | [ 43 ] [ 44 ] |
| 上月良祐     | 自由民主党     | 参    | 茨城県                    | 99                         | [ 43 ] [ 44 ] |
| 國場幸之助   | 自由民主党     | 衆    | 比例九州 （沖縄1区）      | 99                         | [ 43 ] [ 44 ] |
| 小林鷹之     | 自由民主党     | 衆    | 千葉2区                   | 99                         | [ 43 ] [ 44 ] |
| 小林史明     | 自由民主党     | 衆    | 広島6区                   | 99                         | [ 43 ] [ 44 ] |
| 齋藤健       | 自由民主党     | 衆    | 千葉7区                   | 99                         | [ 43 ] [ 44 ] |
| 斎藤洋明     | 自由民主党     | 衆    | 比例北陸信越（新潟3区）   | 99                         | [ 43 ] [ 44 ] |
| 酒井庸行     | 自由民主党     | 参    | 愛知県                    | 99                         | [ 43 ] [ 44 ] |
| 坂本哲志     | 自由民主党     | 衆    | 熊本3区                   | 99                         | [ 43 ] [ 44 ] |
| 笹川博義     | 自由民主党     | 衆    | 群馬3区                   | 99                         | [ 43 ] [ 44 ] |
| 佐々木紀     | 自由民主党     | 衆    | 石川2区                   | 99                         | [ 43 ] [ 44 ] |
| 柴山昌彦     | 自由民主党     | 衆    | 埼玉8区                   | 政策審議会副会長           | [ 43 ] [ 44 ] |
| 島尻安伊子   | 自由民主党     | 衆    | 沖縄3区                   | 事務局次長                 | [ 43 ] [ 44 ] |
| 新谷正義     | 自由民主党     | 衆    | 比例中国                  | 99                         | [ 43 ] [ 44 ] |
| 新藤義孝     | 自由民主党     | 衆    | 埼玉2区                   | 副会長                     | [ 43 ] [ 44 ] |
| 末松信介     | 自由民主党     | 参    | 兵庫県                    | 副幹事長                   | [ 43 ] [ 44 ] |
| 菅義偉       | 自由民主党     | 衆    | 神奈川2区                 | 副会長                     | [ 43 ] [ 44 ] |
| 鈴木俊一     | 自由民主党     | 衆    | 岩手2区                   | 99                         | [ 43 ] [ 44 ] |
| 関芳弘       | 自由民主党     | 衆    | 兵庫3区                   | 99                         | [ 43 ] [ 44 ] |
| 世耕弘成     | 無所属         | 衆    | 和歌山2区                 | 99                         | [ 43 ] [ 44 ] |
| 瀬戸隆一     | 自由民主党     | 衆    | 比例四国 （香川2区）      | 99                         | [ 43 ] [ 44 ] |
| 高市早苗     | 自由民主党     | 衆    | 奈良2区                   | 副会長                     | [ 43 ] [ 44 ] |
| 高橋克法     | 自由民主党     | 参    | 栃木県                    | 99                         | [ 43 ] [ 44 ] |
| 武部新       | 自由民主党     | 衆    | 北海道12区                | 99                         | [ 43 ] [ 44 ] |
| 武村展英     | 自由民主党     | 衆    | 滋賀3区                   | 99                         | [ 43 ] [ 44 ] |
| 田所嘉徳     | 自由民主党     | 衆    | 比例北関東 （茨城1区）    | 99                         | [ 43 ] [ 44 ] |
| 田中良生     | 自由民主党     | 衆    | 埼玉15区                  | 99                         | [ 43 ] [ 44 ] |
| 棚橋泰文     | 自由民主党     | 衆    | 岐阜2区                   | 99                         | [ 43 ] [ 44 ] |
| 田畑裕明     | 自由民主党     | 衆    | 富山1区                   | 99                         | [ 43 ] [ 44 ] |
| 田村憲久     | 自由民主党     | 衆    | 三重1区                   | 99                         | [ 43 ] [ 44 ] |
| 津島淳       | 自由民主党     | 衆    | 青森1区                   | 99                         | [ 43 ] [ 44 ] |
| 寺田稔       | 自由民主党     | 衆    | 比例中国（広島4区）       | 99                         | [ 43 ] [ 44 ] |
| 冨樫博之     | 自由民主党     | 衆    | 秋田1区                   | 99                         | [ 43 ] [ 44 ] |
| 永岡桂子     | 自由民主党     | 衆    | 比例北関東（茨城7区）     | 99                         | [ 43 ] [ 44 ] |
| 長坂康正     | 自由民主党     | 衆    | 比例東海（愛知9区）       | 99                         | [ 43 ] [ 44 ] |
| 中曽根弘文   | 自由民主党     | 参    | 群馬県                    | 会長代行                   | [ 43 ] [ 44 ] |
| 中谷元       | 自由民主党     | 衆    | 高知1区                   | 99                         | [ 43 ] [ 44 ] |
| 中谷真一     | 自由民主党     | 衆    | 比例南関東（山梨1区）     | 99                         | [ 43 ] [ 44 ] |
| 中村裕之     | 自由民主党     | 衆    | 比例北海道（北海道4区）   | 99                         | [ 43 ] [ 44 ] |
| 西田昌司     | 自由民主党     | 参    | 京都府                    | 幹事                       | [ 43 ] [ 44 ] |
| 西村康稔     | 自由民主党     | 衆    | 兵庫9区                   | 副幹事長                   | [ 43 ] [ 44 ] |
| 額賀福志郎   | 自由民主党     | 衆    | 茨城2区                   | 相談役、副会長             | [ 43 ] [ 44 ] |
| 根本幸典     | 自由民主党     | 衆    | 愛知15区                  | 99                         | [ 43 ] [ 44 ] |
| 野上浩太郎   | 自由民主党     | 参    | 富山県                    | 99                         | [ 43 ] [ 44 ] |
| 野田聖子     | 自由民主党     | 衆    | 岐阜1区                   | 99                         | [ 43 ] [ 44 ] |
| 野中厚       | 自由民主党     | 衆    | 比例北関東 （埼玉12区）   | 99                         | [ 43 ] [ 44 ] |
| 野村哲郎     | 自由民主党     | 参    | 鹿児島県                  | 99                         | [ 43 ] [ 44 ] |
| 萩生田光一   | 自由民主党     | 衆    | 東京24区                  | 政策審議会副会長、事務局長 | [ 43 ] [ 44 ] |
| 橋本聖子     | 自由民主党     | 参    | 比例区                    | 副会長、幹事               | [ 43 ] [ 44 ] |
| 長谷川岳     | 自由民主党     | 参    | 北海道                    | 99                         | [ 43 ] [ 44 ] |
| 葉梨康弘     | 自由民主党     | 衆    | 茨城3区                   | 99                         | [ 43 ] [ 44 ] |
| 馬場成志     | 自由民主党     | 参    | 熊本県                    | 99                         | [ 43 ] [ 44 ] |
| 馬場伸幸     | 日本維新の会   | 衆    | 大阪17区                  | 事務局次長                 | [ 43 ] [ 44 ] |
| 浜田靖一     | 自由民主党     | 衆    | 千葉12区                  | 99                         | [ 43 ] [ 44 ] |
| 平口洋       | 自由民主党     | 衆    | 広島2区                   | 99                         | [ 43 ] [ 44 ] |
| 平沢勝栄     | 自由民主党     | 衆    | 東京17区                  | 幹事                       | [ 43 ] [ 44 ] |
| 福島伸享     | 無所属         | 衆    | 茨城1区                   | 99                         | [ 43 ] [ 44 ] |
| 福山守       | 自由民主党     | 参    | 比例区                    | 99                         | [ 43 ] [ 44 ] |
| 藤井比早之   | 自由民主党     | 衆    | 兵庫4区                   | 99                         | [ 43 ] [ 44 ] |
| 古川禎久     | 自由民主党     | 衆    | 宮崎3区                   | 幹事、政策審議会副会長     | [ 43 ] [ 44 ] |
| 古屋圭司     | 自由民主党     | 衆    | 岐阜5区                   | 会長、副会長               | [ 43 ] [ 44 ] |
| 星野剛士     | 自由民主党     | 衆    | 比例南関東 （神奈川12区） | 99                         | [ 43 ] [ 44 ] |
| 堀内詔子     | 自由民主党     | 衆    | 山梨2区                   | 99                         | [ 43 ] [ 44 ] |
| 舞立昇治     | 自由民主党     | 参    | 比例区                    | 99                         | [ 43 ] [ 44 ] |
| 松沢成文     | 日本維新の会   | 参    | 神奈川県                  | 政策審議会副会長           | [ 43 ] [ 44 ] |
| 松下新平     | 自由民主党     | 参    | 宮崎県                    | 副幹事長                   | [ 43 ] [ 44 ] |
| 松野博一     | 自由民主党     | 衆    | 千葉3区                   | 99                         | [ 43 ] [ 44 ] |
| 松原仁       | 無所属         | 衆    | 東京26区                  | 副会長                     | [ 43 ] [ 44 ] |
| 松本洋平     | 自由民主党     | 衆    | 比例東京 （東京19区）     | 幹事                       | [ 43 ] [ 44 ] |
| 松山政司     | 自由民主党     | 参    | 福岡県                    | 副幹事長                   | [ 43 ] [ 44 ] |
| 御法川信英   | 自由民主党     | 衆    | 比例東北（秋田3区）       | 99                         | [ 43 ] [ 44 ] |
| 三原じゅん子 | 自由民主党     | 参    | 神奈川県                  | 99                         | [ 43 ] [ 44 ] |
| 宮内秀樹     | 自由民主党     | 衆    | 福岡4区                   | 99                         | [ 43 ] [ 44 ] |
| 宮崎政久     | 自由民主党     | 衆    | 比例九州 （沖縄2区）      | 99                         | [ 43 ] [ 44 ] |
| 宮下一郎     | 自由民主党     | 衆    | 長野5区                   | 99                         | [ 43 ] [ 44 ] |
| 武藤容治     | 自由民主党     | 衆    | 岐阜3区                   | 99                         | [ 43 ] [ 44 ] |
| 村岡敏英     | 国民民主党     | 衆    | 秋田3区                   | 99                         | [ 43 ] [ 44 ] |
| 村上誠一郎   | 自由民主党     | 衆    | 比例四国                  | 99                         | [ 43 ] [ 44 ] |
| 茂木敏充     | 自由民主党     | 衆    | 栃木5区                   | 99                         | [ 43 ] [ 44 ] |
| 森英介       | 自由民主党     | 衆    | 千葉11区                  | 副会長                     | [ 43 ] [ 44 ] |
| 森山裕       | 自由民主党     | 衆    | 鹿児島4区                 | 99                         | [ 43 ] [ 44 ] |
| 簗和生       | 自由民主党     | 衆    | 栃木3区                   | 99                         | [ 43 ] [ 44 ] |
| 山口俊一     | 自由民主党     | 衆    | 徳島2区                   | 99                         | [ 43 ] [ 44 ] |
| 山崎正昭     | 自由民主党     | 参    | 福井県                    | 副幹事長                   | [ 43 ] [ 44 ] |
| 山下貴司     | 自由民主党     | 衆    | 岡山2区                   | 事務局次長                 | [ 43 ] [ 44 ] |
| 山田賢司     | 自由民主党     | 衆    | 兵庫7区                   | 事務局次長                 | [ 43 ] [ 44 ] |
| 山田宏       | 自由民主党     | 参    | 比例区                    | 99                         | [ 43 ] [ 44 ] |
| 山谷えり子   | 自由民主党     | 参    | 比例区                    | 政策審議会会長             | [ 43 ] [ 44 ] |
| 山本順三     | 自由民主党     | 参    | 愛媛県                    | 副幹事長                   | [ 43 ] [ 44 ] |
| 笠浩史       | 立憲民主党     | 衆    | 神奈川9区                 | 政策審議会副会長           | [ 43 ] [ 44 ] |
| 渡辺周       | 立憲民主党     | 衆    | 静岡6区                   | 副会長                     | [ 43 ] [ 44 ] |
| 渡辺猛之     | 自由民主党     | 参    | 岐阜県                    | 99                         | [ 43 ] [ 44 ] |

## 元会員
過去に会員であることが指摘された人物は以下のとおり。
| 氏名         | 退会時の 所属政党 | 備考（退会理由など）                                                    | 出典          |
| ------------ | ----------------- | ----------------------------------------------------------------------- | ------------- |
| 愛知治郎     | 自由民主党        | 第25回参院選（2019年）で落選。                                          | [ 43 ] [ 44 ] |
| 青木幹雄     | 自由民主党        | 元顧問。 第22回参院選（2010年）に不出馬。（2023年6月11日死去。）        | [ 43 ] [ 44 ] |
| 青柳陽一郎   | （未確認）        | （未確認）                                                              | [ 43 ] [ 44 ] |
| 赤池誠章     | 自由民主党        | 元事務局次長。 第27回参院選（2025年）で落選。                           | [ 43 ] [ 44 ] |
| 赤城徳彦     | 自由民主党        | 第45回衆院選（2009年）で落選。                                          | [ 43 ] [ 44 ] |
| 秋葉賢也     | 自由民主党        | 第50回衆院選（2024年）で落選。                                          | [ 43 ] [ 44 ] |
| 秋元司       | 無所属            | 第49回衆院選（2021年）に不出馬。                                        | [ 43 ] [ 44 ] |
| 穴見陽一     | 自由民主党        | 第49回衆院選（2021年）に不出馬。                                        | [ 43 ] [ 44 ] |
| 安倍晋三     | （自由民主党）    | 元特別顧問、元副会長。 2022年7月8日死去。                               | [ 43 ] [ 44 ] |
| 甘利明       | 自由民主党        | 第50回衆院選（2024年）に不出馬。                                        | [ 43 ] [ 44 ] |
| 池田道孝     | 自由民主党        | 第49回衆院選（2021年）に不出馬。                                        | [ 43 ] [ 44 ] |
| 池田佳隆     | 無所属            | 第50回衆院選（2024年）に不出馬。                                        | [ 43 ] [ 44 ] |
| 石崎岳       | 自由民主党        | 第45回衆院選（2009年）で落選。                                          | [ 43 ] [ 44 ] |
| 石井正弘     | 自由民主党        | 第27回参院選（2025年）に不出馬。                                        | [ 43 ] [ 44 ] |
| 石関貴史     | 希望の党          | 第48回衆院選（2017年）で落選（退会未確認)。                             | [ 43 ] [ 44 ] |
| 石原慎太郎   | 次世代の党        | 第47回衆院選（2014年）で落選。（2022年2月1日死去。）                    | [ 43 ] [ 44 ] |
| 泉信也       | 自由民主党        | 第22回参院選（2010年）に不出馬。                                        | [ 43 ] [ 44 ] |
| 礒崎陽輔     | 自由民主党        | 元政策審議会副会長。 第25回参院選（2019年）で落選。                     | [ 43 ] [ 44 ] |
| 稲葉大和     | 自由民主党        | 第45回衆院選（2009年）で落選。                                          | [ 43 ] [ 44 ] |
| 井原巧       | 自由民主党        | 第50回衆院選（2024年）で落選。                                          | [ 43 ] [ 44 ] |
| 伊吹文明     | 自由民主党        | 第49回衆院選（2021年）に不出馬。                                        | [ 43 ] [ 44 ] |
| 今津寛       | 自由民主党        | 第48回衆院選（2017年）で落選。                                          | [ 43 ] [ 44 ] |
| 今村雅弘     | 自由民主党        | 第50回衆院選（2024年）に不出馬。                                        | [ 43 ] [ 44 ] |
| 岩井茂樹     | 自由民主党        | 2021年5月、参議院議員を辞職。                                           | [ 43 ] [ 44 ] |
| 岩永浩美     | 自由民主党        | 第22回参院選（2010年）に不出馬。                                        | [ 43 ] [ 44 ] |
| 上野宏史     | 自由民主党        | 第49回衆院選（2021年）で落選。                                          | [ 43 ] [ 44 ] |
| 宇都隆史     | 自由民主党        | 元事務局次長。 第26回参院選（2022年）で落選。                           | [ 43 ] [ 44 ] |
| 宇野治       | 自由民主党        | 第45回衆院選（2009年）で落選。                                          | [ 43 ] [ 44 ] |
| 江口克彦     | 日本維新の会      | 第24回参院選（2016年）に不出馬。                                        | [ 43 ] [ 44 ] |
| 衛藤晟一     | 自由民主党        | 元幹事長。 第27回参院選（2025年）に不出馬。                             | [ 43 ] [ 44 ] |
| 衛藤征士郎   | 自由民主党        | 第50回衆院選（2024年）で落選。                                          | [ 43 ] [ 44 ] |
| 遠藤宣彦     | 自由民主党        | 第45回衆院選（2009年）で落選。                                          | [ 43 ] [ 44 ] |
| 大江康弘     | 無所属            | 2013年5月、参議院議員を辞職。                                           | [ 43 ] [ 44 ] |
| 大隈和英     | 自由民主党        | 第49回衆院選（2021年）で落選。                                          | [ 43 ] [ 44 ] |
| 大島理森     | 自由民主党        | 第49回衆院選（2021年）に不出馬。                                        | [ 43 ] [ 44 ] |
| 大塚高司     | 無所属            | 第49回衆院選（2021年）に不出馬。                                        | [ 43 ] [ 44 ] |
| 太田房江     | 自由民主党        | 第27回参院選（2025年）に不出馬。                                        | [ 43 ] [ 44 ] |
| 大塚拓       | 自由民主党        | 第50回衆院選（2024年）で落選。                                          | [ 43 ] [ 44 ] |
| 大西英男     | 自由民主党        | 第50回衆院選（2024年）に不出馬。                                        | [ 43 ] [ 44 ] |
| 大西宏幸     | 自由民主党        | 第49回衆院選（2021年）で落選。                                          | [ 43 ] [ 44 ] |
| 大野松茂     | 自由民主党        | 第45回衆院選（2009年）に不出馬。                                        | [ 43 ] [ 44 ] |
| 岡下昌平     | 自由民主党        | 第49回衆院選（2021年）で落選。                                          | [ 43 ] [ 44 ] |
| 岡田広       | 自由民主党        | 第26回参院選（2022年）に不出馬。                                        | [ 43 ] [ 44 ] |
| 岡部英明     | 自由民主党        | 第45回衆院選（2009年）で落選。                                          | [ 43 ] [ 44 ] |
| 岡本芳郎     | 自由民主党        | 第45回衆院選（2009年）で落選。                                          | [ 43 ] [ 44 ] |
| 小川友一     | 自由民主党        | 第45回衆院選（2009年）で落選。（2024年1月14日死去。）                   | [ 43 ] [ 44 ] |
| 奥野信亮     | 自由民主党        | 元幹事。 第50回衆院選（2024年）に不出馬。                               | [ 43 ] [ 44 ] |
| 小倉將信     | 自由民主党        | 第50回衆院選（2024年）に不出馬。                                        | [ 43 ] [ 44 ] |
| 小里泰弘     | 自由民主党        | 第50回衆院選（2024年）で落選。                                          | [ 43 ] [ 44 ] |
| 小沢辰男     | 改革クラブ        | 第42回衆院選（2000年）に不出馬。（2013年10月13日死去。）                | [ 43 ] [ 44 ] |
| 小田原潔     | 無所属            | 第50回衆院選（2024年）で落選。                                          | [ 43 ] [ 44 ] |
| 越智隆雄     | 自由民主党        | 第50回衆院選（2024年）に不出馬。                                        | [ 43 ] [ 44 ] |
| 尾辻秀久     | 自由民主党        | 相談役、日本会議代表委員。 第27回参院選（2025年）に不出馬。             | [ 43 ] [ 44 ] |
| 小渕恵三     | （自由民主党）    | 2000年5月14日死去。                                                     | [ 43 ] [ 44 ] |
| 尾身朝子     | 自由民主党        | 第50回衆院選（2024年）に不出馬。                                        | [ 43 ] [ 44 ] |
| 尾身幸次     | 自由民主党        | 第45回衆院選（2009年）で落選。 （2022年4月14日死去。）                  | [ 43 ] [ 44 ] |
| 柿沢未途     | 無所属            | 元事務局次長。 2024年2月、衆議院議員を辞職。                            | [ 43 ] [ 44 ] |
| 勝沼栄明     | 自由民主党        | 第48回衆院選（2017年）で落選（退会未確認)                               | [ 43 ] [ 44 ] |
| 加藤寛治     | 自由民主党        | 第49回衆院選（2021年）に不出馬。                                        | [ 43 ] [ 44 ] |
| 門山宏哲     | 自由民主党        | 第50回衆院選（2024年）で落選。                                          | [ 43 ] [ 44 ] |
| 金子恵美     | 自由民主党        | 第48回衆院選（2017年）で落選。                                          | [ 43 ] [ 44 ] |
| 金子万寿夫   | 自由民主党        | 第49回衆院選（2021年）で落選。                                          | [ 43 ] [ 44 ] |
| 金子洋一     | 民進党            | 元事務局次長。 第24回参院選（2016年）で落選。                           | [ 43 ] [ 44 ] |
| 金田勝年     | 自由民主党        | 第50回衆院選（2024年）に不出馬。                                        | [ 43 ] [ 44 ] |
| 神谷昇       | 自由民主党        | 第49回衆院選（2021年）で落選。                                          | [ 43 ] [ 44 ] |
| 神山佐市     | 自由民主党        | 第49回衆院選（2021年）で落選。                                          | [ 43 ] [ 44 ] |
| 亀井静香     | 無所属            | 元顧問。 第48回衆院選（2017年）に不出馬。                               | [ 43 ] [ 44 ] |
| 亀岡偉民     | 自由民主党        | 第50回衆院選（2024年）で落選。                                          | [ 43 ] [ 44 ] |
| 鴨下一郎     | 自由民主党        | 第49回衆院選（2021年）に不出馬。                                        | [ 43 ] [ 44 ] |
| 河野正美     | 日本維新の会      | 第48回衆院選（2017年）で落選。                                          | [ 43 ] [ 44 ] |
| 河村建夫     | 自由民主党        | 第49回衆院選（2021年）に不出馬。                                        | [ 43 ] [ 44 ] |
| 神田憲次     | 自由民主党        | 第50回衆院選（2024年）で落選。                                          | [ 43 ] [ 44 ] |
| 木内均       | 自由民主党        | 第48回衆院選（2017年）で落選。                                          | [ 43 ] [ 44 ] |
| 岸宏一       | 自由民主党        | 第24回参院選（2016年）に不出馬。（2017年10月16日死去。）                | [ 43 ] [ 44 ] |
| 岸信夫       | 自由民主党        | 元副幹事長。 2023年2月、衆議院議員を辞職。                              | [ 43 ] [ 44 ] |
| 北村茂男     | 自由民主党        | 元幹事。 第48回衆院選（2017年）に不出馬。                               | [ 43 ] [ 44 ] |
| 北村誠吾     | （自由民主党）    | 2023年5月20日死去。                                                     | [ 43 ] [ 44 ] |
| 木村太郎     | （自由民主党）    | 2017年7月25日死去。                                                     | [ 43 ] [ 44 ] |
| 木村仁       | 自由民主党        | 第22回参院選（2010年）に不出馬。（2023年11月15日死去。）                | [ 43 ] [ 44 ] |
| 木村義雄     | 自由民主党        | 第25回参院選（2019年）で落選。                                          | [ 43 ] [ 44 ] |
| 久間章生     | 自由民主党        | 第45回衆院選（2009年）で落選。                                          | [ 43 ] [ 44 ] |
| 熊田裕通     | 自由民主党        | 第50回衆院選（2024年）で落選。                                          | [ 43 ] [ 44 ] |
| 小池百合子   | 自由民主党        | 元副幹事長。元副会長。 2016年7月、衆議院議員を辞職。                    | [ 43 ] [ 44 ] |
| 小泉俊明     | 日本未来の党      | 第46回衆院選（2012年）で落選。                                          |               |
| 鴻池祥肇     | （自由民主党）    | 元相談役。 2018年12月25日死去。                                         | [ 43 ] [ 44 ] |
| 河本三郎     | 自由民主党        | 第45回衆院選（2009年）で落選。                                          | [ 43 ] [ 44 ] |
| 小坂憲次     | 自由民主党        | 第24回参院選（2016年）に不出馬。（2016年10月21日死去。）                | [ 43 ] [ 44 ] |
| 小島敏男     | 自由民主党        | 第45回衆院選（2009年）に不出馬。                                        | [ 43 ] [ 44 ] |
| 小島敏文     | 自由民主党        | 第50回衆院選（2024年）で落選。                                          | [ 43 ] [ 44 ] |
| 木挽司       | 自由民主党        | 第45回衆院選（2009年）で落選。                                          | [ 43 ] [ 44 ] |
| 小山孝雄     | 無所属            | 元事務局長。 2001年1月、参議院議員を辞職。                              | [ 43 ] [ 44 ] |
| 今野智博     | （自由民主党）    | 第48回衆院選（2017年）で落選。                                          | [ 43 ] [ 44 ] |
| 斉藤斗志二   | 自由民主党        | 第45回衆院選（2009年）で落選。                                          | [ 43 ] [ 44 ] |
| 坂本剛二     | 自由民主党        | 第47回衆院選（2014年）で落選。（2018年11月4日死去。）                   | [ 43 ] [ 44 ] |
| 桜井郁三     | 自由民主党        | 第45回衆院選（2009年）で落選。（2013年2月10日死去。）                   | [ 43 ] [ 44 ] |
| 櫻田義孝     | 自由民主党        | 元副幹事長。第50回衆院選（2024年）に不出馬。                            | [ 43 ] [ 44 ] |
| 左藤章       | 自由民主党        | 第49回衆院選（2021年）に落選。                                          | [ 43 ] [ 44 ] |
| 佐藤正久     | 自由民主党        | 元政策審議会副会長。 第27回参院選（2025）で落選。                       | [ 43 ] [ 44 ] |
| 佐藤ゆかり   | 自由民主党        | 第49回衆院選（2021年）に落選。                                          | [ 43 ] [ 44 ] |
| 山東昭子     | 自由民主党        | 元相談役。 第27回参院選（2025年）で落選。                               | [ 43 ] [ 44 ] |
| 塩崎恭久     | 自由民主党        | 第49回衆院選（2021年）に不出馬。                                        | [ 43 ] [ 44 ] |
| 塩田晋       | 民主党            | 第43回衆院選（2003年）に不出馬。（2005年12月11日死去。）                | [ 43 ] [ 44 ] |
| 塩谷立       | 無所属            | 第50回衆院選（2024年）に不出馬。                                        | [ 43 ] [ 44 ] |
| 芝博一       | 立憲民主党        | 元副幹事長。 第26回参院選（2022年）に不出馬。                           | [ 45 ]        |
| 島田佳和     | 自由民主党        | 第48回衆院選（2017年）で落選。                                          | [ 43 ] [ 44 ] |
| 島村大       | （自由民主党）    | 2023年8月30日死去。                                                     | [ 43 ] [ 44 ] |
| 島村宜伸     | 自由民主党        | 元会長。 第45回衆院選（2009年）で落選。                                 | [ 43 ] [ 44 ] |
| 清水貴之     | 無所属            | 元副幹事長。2024年10月、参議院議員を辞職。                              | [ 43 ] [ 44 ] |
| 下地幹郎     | 無所属            | 第49回衆院選（2021年）で落選。                                          | [ 43 ] [ 44 ] |
| 下村博文     | 無所属            | 元副会長。 第50回衆院選（2024年）で落選。                               | [ 43 ] [ 44 ] |
| 神風英男     | 民主党            | 第46回衆院選（2012年）で落選。                                          | [ 43 ] [ 44 ] |
| 菅原一秀     | 無所属            | 2021年6月、衆議院議員を辞職。                                           | [ 43 ] [ 44 ] |
| 鈴木淳司     | 自由民主党        | 第50回衆院選（2024年）で落選。                                          | [ 43 ] [ 44 ] |
| 薗浦健太郎   | 自由民主党        | 元幹事。 2022年12月21日、衆議院議員を辞職。                             | [ 43 ] [ 44 ] |
| 園田博之     | （自由民主党）    | 2018年11月11日死去。                                                    | [ 43 ] [ 44 ] |
| 高木宏壽     | 自由民主党        | 第50回衆院選（2024年）で落選。                                          | [ 43 ] [ 44 ] |
| 高鳥修一     | 自由民主党        | 元幹事、元事務局次長。 第50回衆院選（2024年）で落選。                   | [ 43 ] [ 44 ] |
| 高野光二郎   | 自由民主党        | 2023年6月、参議院議員を辞職。                                           | [ 43 ] [ 44 ] |
| 滝沢求       | 自由民主党        | 第27回参院選（2025年）で落選。                                          | [ 43 ] [ 44 ] |
| 武井俊輔     | 自由民主党        | 第50回衆院選（2024年）で落選。                                          | [ 43 ] [ 44 ] |
| 竹下亘       | （自由民主党）    | 2021年9月17日死去。                                                     | [ 43 ] [ 44 ] |
| 武田良太     | 自由民主党        | 第50回衆院選（2024年）で落選。                                          | [ 43 ] [ 44 ] |
| 武部勤       | 自由民主党        | 第46回衆院選（2012年）に不出馬。                                        | [ 43 ] [ 44 ] |
| 竹本直一     | 自由民主党        | 第49回衆院選（2021年）に不出馬。                                        | [ 43 ] [ 44 ] |
| 田中英之     | 自由民主党        | 第50回衆院選（2024年）で落選。                                          | [ 43 ] [ 44 ] |
| 谷垣禎一     | 自由民主党        | 元顧問。 第48回衆院選（2017年）に不出馬（退会未確認)                    | [ 43 ] [ 44 ] |
| 谷川とむ     | 自由民主党        | 第50回衆院選（2024年）で落選。                                          | [ 43 ] [ 44 ] |
| 田村謙治     | 民主党            | 第46回衆院選（2012年）で落選。                                          |               |
| 塚田一郎     | 自由民主党        | 第50回衆院選（2024年）で落選。                                          | [ 43 ] [ 44 ] |
| 土屋正忠     | 自由民主党        | 元幹事。 第48回衆院選（2017年）で落選（退会未確認)                      | [ 43 ] [ 44 ] |
| 柘植芳文     | 自由民主党        | 第27回参院選（2025年）に不出馬。                                        | [ 43 ] [ 44 ] |
| 土井亨       | 自由民主党        | 元幹事。 第50回衆院選（2024年）で落選。                                 | [ 43 ] [ 44 ] |
| 土井真樹     | 自由民主党        | 第45回衆院選（2009年）で落選。                                          | [ 43 ] [ 44 ] |
| 戸井田徹     | 自由民主党        | 第45回衆院選（2009年）で落選。                                          | [ 43 ] [ 44 ] |
| 渡嘉敷奈緒美 | 自由民主党        | 第49回衆院選（2021年）で落選。                                          | [ 43 ] [ 44 ] |
| 冨岡勉       | 自由民主党        | 第49回衆院選（2021年）に不出馬。                                        | [ 43 ] [ 44 ] |
| 豊田俊郎     | 自由民主党        | 第27回参院選（2025年）で落選。                                          | [ 43 ] [ 44 ] |
| 中井洽       | 民主党            | 第46回衆院選（2012年）で落選。（2017年4月22日死去。）                   |               |
| 中泉松司     | 自由民主党        | 第25回参院選（2019年）で落選。                                          | [ 43 ] [ 44 ] |
| 長尾敬       | 自由民主党        | 元事務局次長。 第49回衆院選（2021年）で落選。                           | [ 43 ] [ 44 ] |
| 中川昭一     | 自由民主党        | 第45回衆院選（2009年）で落選（同年10月3日に死去）。                     | [ 43 ] [ 44 ] |
| 中川雅治     | 自由民主党        | 元幹事。 第26回参院選（2022年）に不出馬。                               | [ 43 ] [ 44 ] |
| 中川郁子     | 自由民主党        | 第50回衆院選（2024年）で落選。                                          | [ 43 ] [ 44 ] |
| 中川義雄     | たちあがれ日本    | 第22回参院選（2010年）で落選。                                          | [ 43 ] [ 44 ] |
| 長島昭久     | 民主党            | 元政策審議会副会長。 2015年、考え方の違いを理由に退会をしたことを表明。 | [ 43 ] [ 44 ] |
| 長島忠美     | （自由民主党）    | 元幹事。2017年8月18日死去。                                             | [ 43 ] [ 44 ] |
| 長勢甚遠     | 自由民主党        | 第46回衆院選（2012年）に不出馬。                                        | [ 43 ] [ 44 ] |
| 中野清       | 自由民主党        | 第45回衆院選（2009年）で落選。                                          | [ 43 ] [ 44 ] |
| 中野正志     | 自由民主党        | 第25回参院選（2019年）に不出馬。                                        | [ 43 ] [ 44 ] |
| 中山恭子     | 希望の党          | 元政策審議会副会長。 第25回参院選（2019年）に不出馬。                   | [ 43 ] [ 44 ] |
| 中山成彬     | 希望の党          | 第49回衆院選（2021年）に不出馬。                                        | [ 43 ] [ 44 ] |
| 中山泰秀     | 自由民主党        | 元幹事。 第49回衆院選（2021年）で落選。                                 | [ 43 ] [ 44 ] |
| 西岡新       | 無所属            | 第47回衆院選（2014年）で落選。                                          | [ 43 ] [ 44 ] |
| 西川京子     | 自由民主党        | 元副幹事長。 第47回衆院選（2014年）で落選。                             | [ 43 ] [ 44 ] |
| 西村明宏     | 自由民主党        | 第50回衆院選（2024年）で落選。                                          | [ 43 ] [ 44 ] |
| 西村眞悟     | 次世代の党        | 第47回衆院選（2014年）で落選。                                          | [ 43 ] [ 44 ] |
| 二之湯智     | 自由民主党        | 第26回参院選（2022年）に不出馬。                                        | [ 43 ] [ 44 ] |
| 二之湯武史   | 自由民主党        | 第25回参院選（2019年）で落選。                                          | [ 43 ] [ 44 ] |
| 野田毅       | 自由民主党        | 第49回衆院選（2021年）で落選。                                          | [ 43 ] [ 44 ] |
| 橋本岳       | 自由民主党        | 第50回衆院選（2024年）で落選。                                          | [ 43 ] [ 44 ] |
| 浜田和幸     | 無所属            | 第24回参院選（2016年）で落選。                                          | [ 43 ] [ 44 ] |
| 林潤         | 自由民主党        | 第45回衆院選（2009年）で落選。                                          | [ 43 ] [ 44 ] |
| 林幹雄       | 自由民主党        | 第50回衆院選（2024年）に不出馬。                                        | [ 43 ] [ 44 ] |
| 林田彪       | 自由民主党        | 第47回衆院選（2014年）で落選。                                          | [ 43 ] [ 44 ] |
| 原口一博     | 民進党            | 元副会長。 2015年、安保法制に対する見解の違いを理由に、脱退を表明。     | [ 43 ] [ 44 ] |
| 平田耕一     | 自由民主党        | 第45回衆院選（2009年）で落選。                                          | [ 43 ] [ 44 ] |
| 平沼赳夫     | 自由民主党        | 元会長（第3代）、元幹事長。 第48回衆院選（2017年）に不出馬（退会未確認) | [ 43 ] [ 44 ] |
| 藤井裕久     | 民主党            | 第46回衆院選（2012年）に不出馬。                                        | [ 43 ] [ 44 ] |
| 福井照       | 自由民主党        | 第49回衆院選（2021年）で落選。                                          | [ 43 ] [ 44 ] |
| 福田康夫     | 自由民主党        | 第46回衆院選（2012年）に不出馬。                                        | [ 43 ] [ 44 ] |
| 細田健一     | 無所属            | 第50回衆院選（2024年）で落選。                                          | [ 43 ] [ 44 ] |
| 堀井学       | 無所属            | 2024年8月、衆議院議員を辞職。                                           | [ 43 ] [ 44 ] |
| 堀内光雄     | 自由民主党        | 第45回衆院選（2009年）で落選。（2016年5月17日死去）                     | [ 43 ] [ 44 ] |
| 前田一男     | 自由民主党        | 第48回衆院選（2017年）で落選（退会未確認)                               | [ 43 ] [ 44 ] |
| 牧原秀樹     | 自由民主党        | 第50回衆院選（2024年）で落選。                                          | [ 43 ] [ 44 ] |
| 松浪健太     | 日本維新の会      | 元副幹事長。 第48回衆院選（2017年）で落選（退会未確認)                  | [ 43 ] [ 44 ] |
| 松野頼久     | 希望の党          | 元副会長。 第48回衆院選（2017年）で落選（退会未確認)                    | [ 43 ] [ 44 ] |
| 松本文明     | 自由民主党        | 元幹事。 第49回衆院選（2021年）で落選。                                 | [ 43 ] [ 44 ] |
| 丸川珠代     | 自由民主党        | 2024年10月、参議院議員を辞職。                                          | [ 43 ] [ 44 ] |
| 馬渡龍治     | 自由民主党        | 第45回衆院選（2009年）で落選。                                          | [ 43 ] [ 44 ] |
| 水野賢一     | 民進党            | 第24回参院選（2016年）で落選。                                          | [ 43 ] [ 44 ] |
| 三谷光男     | 民主党            | 第46回衆院選（2012年）で落選。                                          |               |
| 三ッ林裕巳   | 無所属            | 第50回衆院選（2024年）で落選。                                          | [ 43 ] [ 44 ] |
| 三原朝彦     | 自由民主党        | 第49回衆院選（2021年）で落選。                                          | [ 43 ] [ 44 ] |
| 宮川典子     | （自由民主党）    | 2019年9月12日死去。                                                     | [ 43 ] [ 44 ] |
| 三宅伸吾     | 自由民主党        | 第27回参院選（2025年）で落選。                                          | [ 43 ] [ 44 ] |
| 宮腰光寛     | 自由民主党        | 第49回衆院選（2021年）に不出馬。                                        | [ 43 ] [ 44 ] |
| 宮崎謙介     | 自由民主党        | 2016年2月、衆議院議員を辞職。                                           | [ 43 ]        |
| 宮澤博行     | 無所属            | 2024年4月、衆議院議員を辞職。                                           | [ 43 ] [ 44 ] |
| 武藤貴也     | 無所属            | 第48回衆院選（2017年）に不出馬。                                        | [ 43 ] [ 44 ] |
| 村田吉隆     | 自由民主党        | 第46回衆院選（2012年）に不出馬。                                        | [ 43 ] [ 44 ] |
| 望月義夫     | （自由民主党）    | 2019年12月19日死去。                                                    | [ 43 ] [ 44 ] |
| 森喜朗       | 自由民主党        | 第46回衆院選（2012年）に不出馬。                                        | [ 43 ] [ 44 ] |
| 森屋宏       | 自由民主党        | 第27回参院選（2025年）で落選。                                          | [ 43 ] [ 44 ] |
| 保岡興治     | 自由民主党        | 第48回衆院選（2017年）に不出馬。（2019年4月19日死去。）                 | [ 43 ] [ 44 ] |
| 谷津義男     | 自由民主党        | 第45回衆院選（2009年）で落選。（2021年6月3日死去。）                    | [ 43 ] [ 44 ] |
| 柳本卓治     | 自由民主党        | 第25回参院選（2019年）に不出馬。                                        | [ 43 ] [ 44 ] |
| 山口泰明     | 自由民主党        | 第49回衆院選（2021年）に不出馬。                                        | [ 43 ] [ 44 ] |
| 山崎力       | 自由民主党        | 元副会長。 第24回参院選（2016年）で落選。（2021年6月2日死去。）         | [ 43 ] [ 44 ] |
| 山本明彦     | 自由民主党        | 第45回衆院選（2009年）で落選。                                          | [ 43 ] [ 44 ] |
| 山本公一     | 自由民主党        | 第49回衆院選（2021年）に不出馬。（2023年10月31日死去。）                | [ 43 ] [ 44 ] |
| 山本幸三     | 自由民主党        | 第49回衆院選（2021年）で落選。                                          | [ 43 ] [ 44 ] |
| 山本拓       | 自由民主党        | 第49回衆院選（2021年）で落選。                                          | [ 43 ] [ 44 ] |
| 山本朋広     | 自由民主党        | 第50回衆院選（2024年）で落選。                                          | [ 43 ] [ 44 ] |
| 山本有二     | 自由民主党        | 第50回衆院選（2024年）で落選。                                          | [ 43 ] [ 44 ] |
| 義家弘介     | 自由民主党        | 第50回衆院選（2024年）で落選。                                          | [ 43 ] [ 44 ] |
| 吉川貴盛     | 自由民主党        | 2020年12月、衆議院議員を辞職。                                          | [ 43 ] [ 44 ] |
| 吉田六左ェ門 | 自由民主党        | 第45回衆院選（2009年）で落選。                                          | [ 43 ] [ 44 ] |
| 若林健太     | 自由民主党        | 第50回衆院選（2024年）で落選。                                          | [ 43 ] [ 44 ] |
| 若宮健嗣     | 自由民主党        | 第50回衆院選（2024年）で落選。                                          | [ 43 ] [ 44 ] |
| 鷲尾英一郎   | 自由民主党        | 元事務局長。 第50回衆院選（2024年）で落選。                             | [ 43 ] [ 44 ] |
| 和田政宗     | 自由民主党        | 元事務局次長。 第27回参院選（2025年）で落選。                           | [ 43 ] [ 44 ] |
| 渡部恒三     | 民主党            | 第46回衆院選（2012年）に不出馬。（2020年8月23日死去。）                 | [ 43 ] [ 44 ] |
| 渡辺具能     | 自由民主党        | 第45回衆院選（2009年）で落選。                                          | [ 43 ] [ 44 ] |
| 渡辺博道     | 自由民主党        | 第50回衆院選（2024年）で落選。                                          | [ 43 ] [ 44 ] |
| 渡邉美樹     | 自由民主党        | 第25回参院選（2019年）に不出馬。                                        | [ 43 ] [ 44 ] |
| 渡辺喜美     | みんなの党        | 第26回参院選（2022年）に不出馬。                                        | [ 43 ] [ 44 ] |
| 綿貫民輔     | 国民新党          | 第45回衆院選（2009年）で落選。                                          | [ 43 ] [ 44 ] |